# Liocichla bugunorum
Liocichla bugunorum е вид птица от семейство Leiothrichidae. Видът е световно застрашен, със статут Уязвим.

## Разпространение
Разпространен е в Индия.